# Ahmed Ben Bella
Mohamed Ahmed Ben/Ibn Bella (født 25. december 1918, død 11. april 2012) var en algiersk politiker, der var Algeriets premierminister fra 1962 til 1963 og Algeriets præsident fra 1962 til 1965.

## Biografi
Han var medgrundlægger og leder af den algierske selvstændighedsbevægelse FLN, som bekæmpede den franske besættelse.
I 1956 blev han anholdt af franskmændene og sad i fængsel frem til 1962, hvor han deltog i forhandlingen af Algierkrigens afslutning.
I 1963 blev han valgt til præsident for det nye selvstændige land Algeriet, men allerede i 1965 blev han afsat ved et militærkup.